# Тейлор, Джон (атлет)
Джон Бакстер Тейлор младший (англ. John Baxter Taylor, Jr.; 3 ноября 1882 или 3 ноября 1883, Вашингтон — 2 декабря 1908, Филадельфия, Пенсильвания) — американский легкоатлет, чемпион летних Олимпийских игр 1908 года.
На Играх 1908 года в Лондоне Тейлор участвовал в двух дисциплинах. Он стал чемпионом в смешанной эстафете, и первым олимпийским чемпионом среди афроамериканцев. Также, он участвовал в беге на 400 м, где прошёл в финал, но так как его соотечественник Джон Карпентер был дисквалифицирован, то он не участвовал в повторной гонке.